# Oskar Werner
Oskar Werner, nascut Oskar Josef Bschliessmayer (Viena, Àustria, 13 de novembre de 1922 - Marburg an der Lahn, Alemanya, 23 d'octubre de 1984) va ser un actor austríac. Va ser igualment director i guionista.
És el «Jules» de Jules i Jim de François Truffaut, al costat de Jeanne Moreau (Catherine) i Henri Serre (Jim).

## Biografia
Procedent d'una família modesta, Oskar Werner va néixer a Viena (Àustria) al barri de Gumpendorf, no lluny de l'indret on va néixer Johann Strauss, en la Marchettigasse 1 A. Des dels quinze anys, fa de figurant en el cinema per pagar els seus cursos d'art dramàtic. El seu oncle li aconsegueix alguns petits papers en pel·lícules, sobretot Geld faellt von Himmel , Hotel Sacher  (on interpreta el paper d'un caçador) i Leinen aus Irlande . Actua al cabaret Der Beisskorb  i al teatre Die Komoedie . El 1940, als 18 anys, entra al Burgtheater de Viena, acceptat per Lothar Müthel. És llavors l'actor més jove que ha rebut aquest honor. Comença amb el nom d'escena «Oskar Werner», l'11 d'octubre de 1941.
El 3 de desembre de 1941, després del seu dinovè aniversari, és enrolat a la Wehrmacht. Pacifista i antinazi, detesta el seu uniforme. Mostra als seus superiors que no té capacitat per ser soldat caient de cavall i comet errors deliberats per mostrar que no sap servir-se d'una arma de foc. No és enviat al front rus per combatre, però treballa carregant patates i la netejant latrines. Es casa amb l'actriu Elizabeth Kallina; el seu matrimoni és mantingut en secret perquè és mig-jueva. La Gestapo els vigila de prop. El 1944, neix la seva filla Eleonor.
En el transcurs dels bombardeigs sobre Viena, Oskar Werner veu morir nombroses persones, entre les quals amics. No ho oblidarà mai. Dirà que sabia el nombre exacte de bombes deixades anar sobre la seva ciutat natal. Ell mateix va estar enterrat durant tres dies sota la runa. El 8 de desembre de 1944, deserta de la Wehrmacht i s'endú la seva dona i el seu bebè. S'amaguen en una cabana als boscos a la rodalia de Viena, com sempre ho ha anomenat llavors, «Sense Johann Strauss», i sobreviuen en condicions molt difícils fins al final de la guerra.
Torna a l'escena del Burgtheater: fa nombroses aparicions a la Burg-Akademietheaters i, al Ronacher, Redoutensaal de la Hofburg, i als festivals de Salzbourg. Apareix també al Raimundtheater i al Theater in Der Josefstadt. En total, ha aparegut a 30 papers. L'aprenentatge del seu art li fa interpretar sovint papers de vells i d'altres personatges. Explicarà més tard: «És la manera d'assabentar-se del teu ofici».
Oskar Werner continua una molt rica carrera teatral. Interpreta sobretot Goethe, Schiller, Molière, Calderon o Anouilh, abans de convertir-se en productor i escenògraf. És enterrat al seu país d'adopció, Liechtenstein.

## Filmografia[2]

### Actor
- 1938: Geld fällt vom Himmel de Heinz Helbig amb Signe Hasso
- 1939: Hotel Sacher de Willy Birgel
- 1939: Leinen aus Irland de Heinz Helbig: noi de l'ascensor
- 1948: Der Engel mit der Posaune de Karl Hartl: Hermann Alt
- 1949: Eroica (Biografia de Beethoven) de Walter Kolm-Veltée: Karl
- 1950: The Angel with the Trumpet de Karl Hartl i Anthony Bushell amb Maria Schell: Herman Alt
- 1950: Das Gestohlene Jahr de Wilfried Frass: Peter Brück
- 1951: Ruf aus dem Äther de Georg C. Klaren i Georg Wilhelm Pabst: l'estudiant
- 1951: The Wonder Kid de Karl Hartl: Rudi
- 1951: Ein Lächeln in Sturm de René Chanas amb Curd Jürgens: (version alemanya)
- 1951: Decision Before Dawn d'Anatole Litvak: Karl Maurer també anomenada Happy
- 1955: Der Letzte Akt de Georg Wilhelm Pabst: Hauptmann Wüst
- 1955: Spionage de Franz Antel: Leutnant Zeno von Baumgarten
- 1955: Mozart de Karl Hartl: Wolfgang Amadeus Mozart
- 1955: Lola Montès de Max Ophüls: l'estudiant
- 1958: Ein Gewisser Judas (TV + director) adaptació d'una obra de Pierre Bost i Claude-André Puget: Judas
- 1962: Jules et Jim de François Truffaut: Jules
- 1963: Venusberg de Rolf Thiele (veu)
- 1964: Torquato Tasso (TV): Torquato Tasso
- 1965: El vaixell dels bojos (Ship of Fools) de Stanley Kramer: Willie Schumann
- 1965: The Spy Who Came in from the Cold de Martin Ritt: Fiedler
- 1966: Fahrenheit 451 de François Truffaut: Guy Montag
- 1968: Interlude de Kevin Billington amb Donald Sutherland: Stefan Zelter
- 1968: Les sandàlies del pescador (The Shoes of the Fisherman) de Michael Anderson: Pare David Telemond
- 1975: Columbo: Temporada 4 de Columbo, Episodi 5: Play Back (Sèrie TV): Harold Van Wick
- 1976: El viatge dels maleïts (Voyage of the Damned) de Stuart Rosenberg: Dr. Egon Kreisler

### Director i guionista
- 1958: Ein Gewisser Judas (TV)

## Premis i nominacions

### Premis
- 1966: Globus d'Or al millor actor secundari per The Spy Who Came in from the Cold[3]

### Nominacions
- 1965: Millor interpretació masculina als New York Film Critics Circle Awards per El vaixell dels bojos
- 1966: Oscar al millor actor per El vaixell dels bojos
- 1966: Globus d'Or al millor actor dramàtic per El vaixell dels bojos
- 1966: BAFTA al millor actor estranger per El vaixell dels bojos
- 1967: BAFTA al millor actor estranger per The Spy Who Came in from the Cold
- 1977: Globus d'Or al millor actor secundari per El viatge dels maleïts